# Vierschanzentournee
In der Vierschanzentournee sind vier Skisprung-Weltcupveranstaltungen zusammengefasst, die seit 1953 jährlich um den Jahreswechsel in Deutschland und Österreich stattfinden. Die Tournee zählt neben den Olympischen Spielen, den Nordischen Skiweltmeisterschaften und dem Skisprung-Weltcup zu den prestigeträchtigsten Wettbewerben des Skispringens.
Die 73. Auflage fand vom 28. Dezember 2024 bis 6. Januar 2025 statt.

## Geschichte

### Idee
Vorläufer der Vierschanzentournee ist das seit 1921/22 im heutigen Garmisch-Partenkirchen durchgeführte Neujahrsspringen – der erste Sieger sprang dabei 76 Meter weit. Die Idee zu einem Springen auf vier verschiedenen Schanzen an mehreren kurz hintereinander liegenden Tagen wurde im Jahr 1949 von Mitgliedern der Skiclubs Partenkirchen und Innsbruck entwickelt. Da nach dem Zweiten Weltkrieg noch keine Teilnahme ausländischer Springer in Deutschland und deutscher Springer im Ausland möglich war, musste die Umsetzung der Idee zu einer solchen Tournee jedoch bis ins Jahr 1952 verschoben werden, wobei nur deutsche und österreichische Austragungsorte einbezogen werden konnten.
Am 17. Mai 1952 wurde anlässlich eines Nachtspringens auf der Seegrube oberhalb Innsbrucks die „Deutsch-Österreichische Springertournee“ begründet; Gründungsväter waren Toni Glos, Emmerich Pepeunig (Innsbruck), Beppi Hartl, Franz Rappenglück (Partenkirchen), Andi Mischitz, Fred Triebner (Bischofshofen) sowie Alfons Huber und Xaver Kaiser (Oberstdorf).
Die drei Stationen Partenkirchen, Innsbruck und Bischofshofen standen von Anfang an als Austragungsorte fest. Um eine Parität zwischen Deutschland und Österreich zu erreichen, wurde ein zweiter deutscher Austragungsort gewünscht. Der SC Partenkirchen (SCP) wurde daher von den Tournee-Organisationen beauftragt, einen solchen zu finden. Zunächst wurden Berchtesgaden, Füssen und Oberammergau in Betracht gezogen. Diese Städte bzw. Orte hatten bereits Erfahrungen mit der Austragung von Skisprungwettbewerben auf den schon vorhandenen Skisprungschanzen. Das bedeutete, dass dort keine neuen Schanzen nötig wurden und der SCP nicht für die Organisation zuständig gewesen wäre. Andererseits gab es auch große Überschneidungen des Einzugsgebiets der Zuschauer mit dem von Partenkirchen. Der SCP befürchtete daher Einnahmeverluste. Deshalb entschied man sich für Oberstdorf als zweiten deutschen Standort.
Die offizielle Gründung der „Deutsch-Österreichischen Springertournee“ (kurz: die Tournee) erfolgte am 14. Dezember 1952 im Posthotel in Partenkirchen.

### 1950er Jahre: Die ersten Tourneen
| Saison  | Sieger                   |
| ------- | ------------------------ |
| 1953    | Josef Bradl              |
| 1953/54 | Olaf B. Bjørnstad        |
| 1954/55 | Hemmo Silvennoinen       |
| 1955/56 | Nikolai Kamenski         |
| 1956/57 | Pentti Uotinen           |
| 1957/58 | Helmut Recknagel         |
| 1958/59 | Helmut Recknagel         |
| 1959/60 | Max Bolkart              |
| 1960/61 | Helmut Recknagel         |
| 1961/62 | Eino Kirjonen            |
| 1962/63 | Toralf Engan             |
| 1963/64 | Veikko Kankkonen         |
| 1964/65 | Torgeir Brandtzæg        |
| 1965/66 | Veikko Kankkonen         |
| 1966/67 | Bjørn Wirkola            |
| 1967/68 | Bjørn Wirkola            |
| 1968/69 | Bjørn Wirkola            |
| 1969/70 | Horst Queck              |
| 1970/71 | Jiří Raška               |
| 1971/72 | Ingolf Mork              |
| 1972/73 | Rainer Schmidt           |
| 1973/74 | Hans-Georg Aschenbach    |
| 1974/75 | Willi Pürstl             |
| 1975/76 | Jochen Danneberg         |
| 1976/77 | Jochen Danneberg         |
| 1977/78 | Kari Ylianttila          |
| 1978/79 | Pentti Kokkonen          |
| 1979/80 | Hubert Neuper            |
| 1980/81 | Hubert Neuper            |
| 1981/82 | Manfred Deckert          |
| 1982/83 | Matti Nykänen            |
| 1983/84 | Jens Weißflog            |
| 1984/85 | Jens Weißflog            |
| 1985/86 | Ernst Vettori            |
| 1986/87 | Ernst Vettori            |
| 1987/88 | Matti Nykänen            |
| 1988/89 | Risto Laakkonen          |
| 1989/90 | Dieter Thoma             |
| 1990/91 | Jens Weißflog            |
| 1991/92 | Toni Nieminen            |
| 1992/93 | Andreas Goldberger       |
| 1993/94 | Espen Bredesen           |
| 1994/95 | Andreas Goldberger       |
| 1995/96 | Jens Weißflog            |
| 1996/97 | Primož Peterka           |
| 1997/98 | Kazuyoshi Funaki         |
| 1998/99 | Janne Ahonen             |
| 1999/00 | Andreas Widhölzl         |
| 2000/01 | Adam Małysz              |
| 2001/02 | Sven Hannawald           |
| 2002/03 | Janne Ahonen             |
| 2003/04 | Sigurd Pettersen         |
| 2004/05 | Janne Ahonen             |
| 2005/06 | Janne Ahonen Jakub Janda |
| 2006/07 | Anders Jacobsen          |
| 2007/08 | Janne Ahonen             |
| 2008/09 | Wolfgang Loitzl          |
| 2009/10 | Andreas Kofler           |
| 2010/11 | Thomas Morgenstern       |
| 2011/12 | Gregor Schlierenzauer    |
| 2012/13 | Gregor Schlierenzauer    |
| 2013/14 | Thomas Diethart          |
| 2014/15 | Stefan Kraft             |
| 2015/16 | Peter Prevc              |
| 2016/17 | Kamil Stoch              |
| 2017/18 | Kamil Stoch              |
| 2018/19 | Ryōyū Kobayashi          |
| 2019/20 | Dawid Kubacki            |
| 2020/21 | Kamil Stoch              |
| 2021/22 | Ryōyū Kobayashi          |
| 2022/23 | Halvor Egner Granerud    |
| 2023/24 | Ryōyū Kobayashi          |
| 2024/25 | Daniel Tschofenig        |

Die erste Tournee ist die Einzige, die innerhalb eines Kalenderjahres ausgetragen wurde. Sie startete am 1. Januar 1953 mit dem Neujahrsspringen in Partenkirchen. 20.000 Zuschauer kamen zum ersten Springen, bei dem insgesamt 50 Springer an den Start gingen: außer vielen Deutschen und Österreichern auch vier Springer aus Jugoslawien, vier aus Schweden, drei aus Norwegen und drei aus der Schweiz.
Sieger des Neujahrsspringens war Asgeir Dølplads aus Norwegen mit Sprüngen von 78,5 und 80 Meter. Am 4. Januar fand dann das zweite Springen in Oberstdorf statt, das von Erling Kroken aus Norwegen gewonnen wurde, bevor es dann am 6. Januar zum Dreikönigsspringen nach Innsbruck ging, wo der Österreicher Sepp Bradl siegte. Das letzte Springen der Tournee 1953 wurde am 11. Januar in Bischofshofen ausgetragen. Mit Halvor Næs siegte erneut ein Norweger. Gesamtsieger der ersten Deutsch-Österreichischen Tournee wurde der Österreicher Sepp Bradl vor den Norwegern Halvor Næs und Asgeir Dølplads.
Der Zuschauerzuspruch war groß, obwohl nicht die gesamte Weltspitze teilnahm und beispielsweise die gesamte starke finnische Mannschaft fehlte. Die Einnahmen für die austragenden Skiclubs waren hoch und das Lob der Athleten über die Organisation enorm. Viele Sportler schwärmten bei den folgenden Großveranstaltungen von der neugeschaffenen Tournee, und so wurden weitere Springer darauf aufmerksam. Nur kurze Zeit nach Beendigung der Tournee 1953 wurde mit der Planung der nächsten begonnen. Der Ablauf sollte diesmal aber geändert werden. Das Neujahrsspringen in Partenkirchen sollte erhalten bleiben, allerdings nicht mehr als Auftaktspringen, sondern als zweites Springen. Das Auftaktspringen wurde nach Oberstdorf verlegt und fand von da an immer am 29. oder 30. Dezember statt. Somit begann die Tournee 1953/54 im alten und endete im neuen Jahr. Das Springen am Bergisel in Innsbruck wurde auf den 3. oder 4. Januar vorgezogen, und das Dreikönigsspringen fand von nun an als Abschluss der Tournee in Bischofshofen statt.
In den folgenden Jahren stieg die Bedeutung der Tournee als wichtigste Veranstaltung im Skisprungkalender. Das Teilnehmerfeld wurde immer stärker und das Zuschauer- und Medieninteresse nahm stetig zu. So wurde das Neujahrsspringen bereits im Jahr 1956 in der ARD übertragen. Ein Jahr später übertrug die ARD alle Springen der Tournee, was wiederum den Bekanntheitsgrad in Deutschland weiter steigerte. Einen wesentlichen Beitrag dazu leistete auch der erste Podestplatz eines deutschen Springers bei der Tournee 1956/57, als Max Bolkart den dritten Platz belegte.
Die 6. Tournee 1957/58 wurde in Abwesenheit der starken Norweger (Trainingsprobleme im Vorfeld der Tournee) und Finnen (Vorbereitung auf die Nordischen Skiweltmeisterschaften 1958 in Lahti) von Helmut Recknagel aus Steinbach-Hallenberg (DDR) vor zwei Springern aus der UdSSR gewonnen. Es war der erste Gesamtsieg für einen Springer aus Deutschland. Recknagel wiederholte den Sieg bei der Tournee 1959 und der Tournee 1961. Bei der Tournee 1959/60 konnte mit Max Bolkart auch der erste Bundesdeutsche einen Gesamtsieg feiern, abwesend waren die Springer der DDR, aus Polen, der Sowjetunion, der Tschechoslowakei, Norwegen und Finnland.

### Flaggenstreit
Bei der achten Auflage 1959/60 kam es zum ersten großen Eklat in der noch jungen Geschichte der Tournee. Die Bundesrepublik Deutschland erkannte die ab dem 1. Oktober 1959 von DDR-Sportlern verwendete, auch als „Spalterflagge“ bezeichnete Flagge der Deutschen Demokratischen Republik nicht an und verbot ihnen den Start unter diesem Staatsemblem. Die Springer und Betreuer des Nationalteams der DDR bestanden jedoch auf dem Hissen ihrer Nationalflagge bei sportlichen Veranstaltungen. Da dies nicht zugelassen wurde, nahmen die DDR-Springer zunächst an den Springen in Oberstdorf und Garmisch-Partenkirchen nicht teil. Ein Start auf den Schanzen in Innsbruck und Bischofshofen war zunächst geplant, da die Österreicher keine Veranlassung zu einem Flaggenverbot sahen. Auf bundesdeutschen diplomatischen Druck hin wurde das Verbot allerdings kurz vor Beginn des Springens in Innsbruck auch für beide in Österreich stattfindenden Springen ausgesprochen. Daraufhin erklärten auch die Mannschaften aus Polen, der Sowjetunion und der Tschechoslowakei aus Solidarität ihren Verzicht auf die Springen in Oberstdorf und Garmisch-Partenkirchen sowie, der Entwicklung folgend, später auch für Innsbruck und Bischofshofen. Da zudem die Norweger und Finnen aufgrund der Vorbereitung auf die Olympischen Winterspiele 1960 in Squaw Valley fehlten, war diese Tournee recht schwach besetzt. Es siegte Max Bolkart.
Der Streit um die Flagge der DDR setzte sich im Sommer 1960 fort. Die Organisatoren der Tournee überlegten, wie sie das Problem lösen könnten, da sie nicht erneut eine Veranstaltung ohne die starken Springer aus der DDR durchführen wollten. Da aufgrund der politischen Umstände keine Möglichkeit gesehen wurde, das Hissen der DDR-Flagge zu erlauben, kamen sie zu dem Entschluss, statt der Nationalflagge die Fahne des Skiclubs, für den der Springer startete, zu hissen. Mit diesem Kompromiss war das DDR-Team einverstanden und so reiste es in Bestbesetzung zur Tournee an. Es siegte wie vor dem Flaggenstreit Helmut Recknagel; dies war der vorerst letzte deutsche Tourneesieg.
Im selben Jahr kam es darüber hinaus zu einem einmaligen Ereignis in der Tournee: Da Innsbruck den Zuschlag für die Olympischen Winterspiele 1964 bekommen hatte, wurde die Schanze am Bergisel umgebaut. Da die Bauarbeiten auch während der Tournee andauerten, trugen die Springer ihren Wettkampf auf einer Baustelle aus.

### 1960er Jahre: Düsseldorfer Beschlüsse und skandinavische Dominanz
Auch die Jubiläumstournee 1961/62 stand wieder im Zeichen der deutsch-deutschen Sportpolitik. Nach dem Bau der Berliner Mauer nahmen das bundesdeutsche NOK und der DSB am 16. August 1961 die so genannten Düsseldorfer Beschlüsse an. Diese bedeuteten eine „generelle Sperre des gesamten Sportverkehrs“ zwischen der Bundesrepublik und der DDR; sie untersagten in der Bundesrepublik jegliche Sportveranstaltungen mit DDR-Teilnehmern. Somit konnten die Springer aus der DDR bis zur Tournee 1965/66 nicht an den beiden Tourneespringen in Oberstdorf und Garmisch-Partenkirchen teilnehmen. Es bleibt müßig, darüber zu spekulieren, ob Helmut Recknagel ohne diese sportpolitischen Querelen seinen bis dahin errungenen drei Tourneesiegen noch weitere hätte hinzufügen können. Die 10. Tournee 1961/62 läutete auch gleichzeitig eine lange Erfolgsserie der Springer aus Finnland und Norwegen ein, Springer aus diesen beiden Ländern gewannen achtmal in Folge.
Seit der Tournee 1964/65 werden Computer für die Ergebnisermittlung eingesetzt. Beim Neujahrsspringen am 1. Januar 1965 wurde zunächst Heini Ihle als Sieger bekannt gegeben. Eine Stunde später teilte das Kampfgericht jedoch mit, dass es sich um einen Zehntelpunkt verrechnet hatte, womit Erkki Pukka mit 216,0 Punkten vor Heini Ihle mit 215,9 Punkten als Sieger feststand.

### 1970er Jahre: Dominanz der DDR und Kommerzialisierung
Erst Horst Queck aus der DDR konnte die Dominanz der Skandinavier mit seinem Sieg bei der Tournee 1969/70 unterbrechen. Es folgten die Jahre der DDR. In neun Jahren gewannen fünfmal ostdeutsche Springer: 1969/70 Horst Queck; 1972/73 Rainer Schmidt; 1973/74 Hans-Georg Aschenbach; 1975/76 und 1976/77 Jochen Danneberg. Eine etwas kuriose Geschichte ereignete sich anfangs dieser DDR-Dominanz: Zur Tournee 1971/72 gewann der Japaner Yukio Kasaya teilweise ungefährdet und dominant die ersten 3 Springen und hatte nicht nur sehr hohe Chancen, der erster Japaner überhaupt zu sein, der die Vierschanzentournee gewinnen kann, sondern auch hohe Chancen, auch der Erste zur sein, der alle vier Einzelspringen in einer Tournee gewinnt. Es wurde aber im japanischen Team schon zuvor vereinbart, dass man nach den ersten drei Springen vorzeitig aus dem Wettbewerb aussteigt, um für die anstehenden Olympischen Winterspiele 1972 in der Heimat sich vorzubereiten. So schrieb nicht Kasaya besondere Tourneegeschichte gleich in zweifacher Hinsicht, sondern erst Kazuyoshi Funaki 26 Jahre später als erster japanischer Gewinner sowie Sven Hannawald als erster Gesamtsieger mit allen vier Einzelsiegen 30 Jahre später.
Außerdem schritt die Kommerzialisierung der Tournee und des Skisprungsports allgemein voran. Mit Intersport fand die Tournee den ersten Haupt- und Namenssponsor und der bisherige Amateursport Skispringen entwickelte sich immer mehr zum Profisport.

### 1980er Jahre: Nykänen gegen Weißflog
Die 1980er Jahre waren durch Matti Nykänen (FIN) und Jens Weißflog (DDR) geprägt, die beide jeweils fünf Podiumsplätze in diesem Jahrzehnt erreichten. Nachdem es dem Österreicher Hubert Neuper gelungen war, die Tournee in den Jahren 1979/80 und 1980/81 zweimal in Folge zu gewinnen, siegte 1981/82 Manfred Deckert aus der DDR. Im Jahr 1982/83 gewann Matti Nykänen zum ersten Mal die Tournee vor Jens Weißflog, der sich dann in den beiden folgenden Jahren jeweils den Sieg sicherte, zuerst vor Klaus Ostwald (DDR) und Matti Nykänen, danach vor Nykänen und Ostwald. In den Jahren 1985/86 und 1986/87 konnte sich der Österreicher Ernst Vettori den Tourneegesamtsieg zweimal in Folge sichern. Im Jahr 1987/88 gewann erneut Nykänen vor Weißflog, während im Jahr darauf der Finne Risto Laakkonen bei seinem Sieg Nykänen auf Platz zwei und Weißflog auf Platz drei verdrängte.

### 1990er Jahre: Entwicklung des V-Stils
Dieter Thoma gewann die Vierschanzentournee 1989/90 30 Jahre nach Max Bolkart als zweiter westdeutscher Sportler vor František Jež aus der Tschechoslowakei sowie Jens Weißflog aus der DDR. Mit der „Einführung“ des V-Stils Anfang der 1990er Jahre wurden die gesprungenen Weiten immer größer. Die Schanzen mussten vom Profil her immer weiter ausgebaut, aber auch in ihrer Ausstattung modernisiert und den neuen Bedingungen angepasst werden. Jens Weißflog, nunmehr für Gesamtdeutschland startend, war der einzige Springer, der Gesamtsiege sowohl im Parallel- als auch im V-Stil gewann und zusätzlich für zwei Staaten an den Start ging. Als Erster gewann er die Tournee viermal, nämlich 1983/84, 1984/85, 1990/91 und 1995/96. 1997/98 gewann mit Kazuyoshi Funaki der erste Japaner die Vierschanzentournee. 

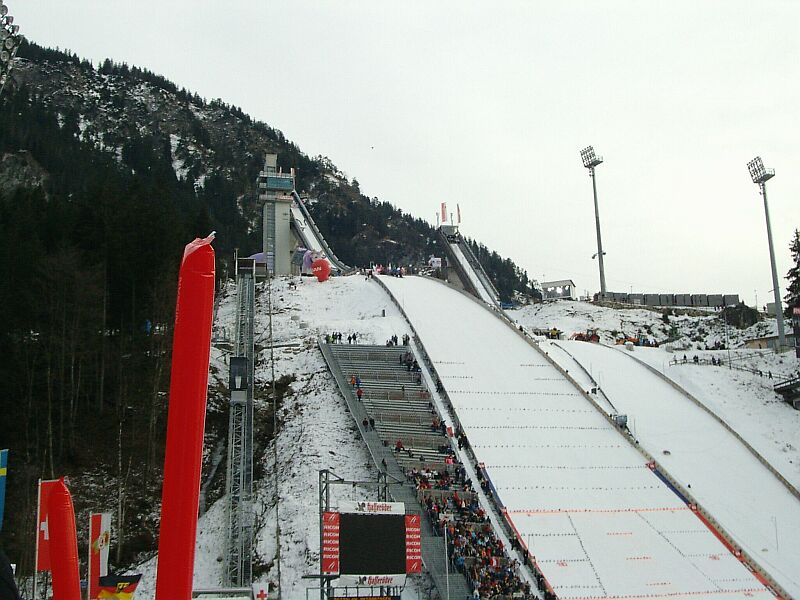
Schattenbergschanze in Oberstdorf beim Auftaktspringen zur Vierschanzentournee am 30. Dezember 2006

### Seit 2000: Hannawalds historischer Triumph, Ahonens Rekord und österreichische Dominanz
2000/01 gewann mit Adam Małysz erstmals ein polnischer Springer die Tour. Das Jahr darauf ging besonders in die deutschen Geschichtsbücher ein. Bis zur Jahrtausendwende war es 13 Springern gelungen, drei von vier Springen innerhalb einer Tournee für sich zu entscheiden, dem Norweger Bjørn Wirkola gelang dies sogar zweimal. Keiner konnte jedoch alle vier Springen einer Tournee gewinnen, sodass es als besonderer Mythos der Vierschanzentournee galt, ob dies überhaupt möglich sei. Als erstem Springer gelang dieser historische Erfolg dann dem Deutschen Sven Hannawald bei der 50. Vierschanzentournee 2001/02.
Im Jahr 2006 gab es zum ersten Mal zwei Sieger, die dieselbe Punktzahl in der Gesamtwertung aufwiesen: Jakub Janda aus Tschechien und Janne Ahonen aus Finnland. Ahonen gelang es zwei Jahre später mit seinem fünften Gesamtsieg (1998/99, 2002/03, 2004/05, 2005/06, 2007/08), den Rekord von Weißflog mit vier Gesamtsiegen zu brechen.
Danach begann die bis 2014/15 anhaltende Dominanz der Österreicher, denen es als erste Nation in der Geschichte der Vierschanzentournee gelang, in sieben aufeinander folgenden Jahren den Gesamtsieg für sich zu verbuchen – Wolfgang Loitzl (2008/09), Andreas Kofler (2009/10), Thomas Morgenstern (2010/11), Gregor Schlierenzauer (2011/12 und 2012/13), Thomas Diethart (2013/14) und Stefan Kraft (2014/15) waren die jeweiligen Gewinner.
2015/16 gewann Peter Prevc als zweiter Springer aus Slowenien die Tournee. Die zwei folgenden Gesamtsiege konnte der polnische Skispringer Kamil Stoch für sich verbuchen, wobei er 2017/18 als zweiter Springer überhaupt nach Sven Hannawald alle vier Einzelspringen für sich entschied. Nur ein Jahr später gelang dies auch dem Japaner Ryōyū Kobayashi. 2019/20 war Dawid Kubacki der dritte Pole, der die Tournee gewinnen konnte und im Jahr darauf sicherte sich sein Landsmann Kamil Stoch seinen insgesamt dritten Tourgesamtsieg.

### Ab 2026/27: Tournee der Damen
Im April 2022 wurde bekannt, dass es ab der Saison 2023/24 eine Vierschanzentournee der Damen geben soll. Dies wurde später allerdings zunächst auf „frühestens zur Saison 2024/25“ verschoben, dann wurde die Saison 2026/27 als Startdatum festgelegt. Es wird geplant die Frauen-Springen taggleich mit denen der Männer auszutragen. Damit dies möglich ist, benötigt die Innsbrucker Schanze jedoch noch eine Flutlichtanlage, welche sich zurzeit noch im Bauprozess befindet. So lange die Austragung des Frauen-Wettbewerbs nicht möglich ist, treten die Frauen bei der Two-Nights-Tour an, welche vom 30. Dezember bis 1. Januar in Garmisch-Partenkirchen und Oberstdorf ausgetragen wird.

## Organisation

### Termine
| Ort (Datum)                                           | Schanze                    | Schanzenrekord (Jahr)           |
| ----------------------------------------------------- | -------------------------- | ------------------------------- |
| Oberstdorf (29. oder 30. Dezember)                    | Schattenbergschanze        | Sigurd Pettersen 143,5 m (2003) |
| Garmisch-Partenkirchen (1. Januar; Neujahrsspringen)  | Große Olympiaschanze       | Michael Hayböck 145,0 m (2025)  |
| Innsbruck (3. oder 4. Januar)                         | Bergiselschanze            | Michael Hayböck 138,0 m (2015)  |
| Bischofshofen (6. oder 7. Januar; Dreikönigsspringen) | Paul-Außerleitner- Schanze | Dawid Kubacki 145,0 m (2019)    |

Zu Beginn ihrer Geschichte fand die Vierschanzentournee noch nicht dauerhaft in der heute etablierten Abfolge der Stationen statt. Im ersten Tournee-Jahr 1953 eröffnete das Neujahrsspringen in Garmisch-Partenkirchen die Veranstaltung. In den Jahren 1956, 1961 und 1962 fand das Springen in Innsbruck als zweites Springen noch im alten Jahr statt. 1971/72 wurden die Termine von Oberstdorf und Innsbruck getauscht. In der Anfangszeit fand das Springen in Oberstdorf häufig auch erst an Silvester statt.
Seit der Tournee 1972/73 ist die Reihenfolge der Springen unverändert. Die Vierschanzentournee beginnt üblicherweise am 29. oder 30. Dezember in Oberstdorf, das Neujahrsspringen findet am 1. Januar in Garmisch-Partenkirchen statt, gefolgt von dem Springen in Innsbruck am 3. oder 4. Januar und dem Dreikönigsspringen am 6. Januar in Bischofshofen. Die Termine von Oberstdorf und Innsbruck sind abhängig von den Wochentagen, während die Termine von Garmisch-Partenkirchen und Bischofshofen in aller Regel fest sind.
Das Neujahrsspringen fand mit einer Ausnahme immer am Neujahrstag statt, lediglich 1979 wurde es witterungsbedingt auf den 2. Januar verschoben. Das Springen von Bischofshofen wurde im Jahr 2007 auf Wunsch des Fernsehens einmalig auf den 7. Januar verlegt, da dies ein Sonntag war.
2008 wurde das Springen in Innsbruck erstmals in der Geschichte der Vierschanzentournee aufgrund eines Föhnsturms abgesagt und am 5. Januar in Bischofshofen nachgeholt. Da die Tournee damit nur auf drei Schanzen, wenn auch mit vier Springen, ausgetragen wurde, wurde scherzhaft schon von einer Dreischanzentournee gesprochen. Es war das erste Mal, dass die Tournee nicht auf vier Schanzen ausgetragen wurde, denn als 1956 das Dreikönigsspringen in Bischofshofen aufgrund von Schneemangel nicht stattfinden konnte, wurde stattdessen am 8. Januar ein Springen auf der Zinkenschanze im nahegelegenen Hallein ausgetragen. Im Jahr 2022 wiederholte sich diese Geschichte. Das Springen in Innsbruck wurde erneut wegen zu starker Winde abgesagt. Am 5. Januar fand daher in Bischofshofen ein Ersatzwettbewerb statt.

### Ausrichter
Die Tournee wird von den Skiklubs der Austragungsorte ausgerichtet. Dies sind der SC Oberstdorf e. V., das Organisationskomitee Neujahrs-Skispringen des SC Partenkirchen e. V., der Sport-Club Bergisel und der Skiclub Bischofshofen.

### Tournee-Präsident
Präsident der Vierschanzentournee ist einer der vier Präsidenten der Ausrichtervereine. Der Verein des Präsidenten führt die Geschäftsstelle der Tournee. Seit 2021 ist dies der SC Oberstdorf.

### Finanzen
Der finanzielle Aufwand für die Ausrichtung der Tournee wurde für die Tournee 2003/04 mit 3,6 Mio. Euro angegeben.
Das Preisgeld summierte sich bis zur Tournee 2020/21 auf 70.000 Schweizer Franken (CHF), die sich wie folgt aufteilten: 1. Platz = 30.000 CHF, 2. = 15.000 CHF, 3. = 10.000 CHF, 4. = 6.000 CHF, 5. = 3.000 CHF, 6. = 2.000 CHF, 7.–10. = je 1.000 CHF. Häufig werden von Sponsoren zusätzlich wertvolle Sachpreise bereitgestellt, z. B. von Nissan (2004 ein Spezialauto X-trail, 2005 ein Nissan Pathfinder).
Zur Tournee 2021/22 wurde das Preisgeld erhöht. Der Sieger erhält nun 100.000 CHF.

### Marketing
In der Saison 2010/11 erhielt die Vierschanzentournee ein neues Logo, eine neue Trophäe und erstmals ein einheitliches Event-Layout in einem neuen Design. Zur Tournee 2021/22 wurde das vierfarbige Layout in ein einfarbiges blaues Layout geändert und der Schriftzug unter das Logo gesetzt (zuvor darüber).
Für die Vierschanzentournee 2013/14 wurde erstmals ein offizieller Song präsentiert: Den Titel To the Sky interpretierte die deutsche Popsängerin Juliette Schoppmann.

## Teilnehmerländer
| Land                   | Erste Teilnahme |
| ---------------------- | --------------- |
| Österreich             | 1953            |
| Deutschland            | 1953            |
| Schweden               | 1953            |
| Schweiz                | 1953            |
| Jugoslawien            | 1953            |
| Norwegen               | 1953            |
| Finnland               | 1953/54         |
| Tschechoslowakei       | 1955/56         |
| Kanada                 | 1955/56         |
| DDR                    | 1955/56         |
| Sowjetunion            | 1955/56         |
| Polen                  | 1956/57         |
| Italien                | 1957/58         |
| Frankreich             | 1959/60         |
| Ungarn                 | 1961/62         |
| Vereinigte Staaten     | 1962/63         |
| Japan                  | 1966/67         |
| Bulgarien              | 1971/72         |
| Spanien                | 1978/79         |
| Rumänien               | 1985/86         |
| Vereinigtes Königreich | 1986/87         |
| Niederlande            | 1986/87         |
| Slowenien              | 1991/92         |
| Tschechien             | 1992/93         |
| Ukraine                | 1992/93         |
| Kasachstan             | 1992/93         |
| Slowakei               | 1992/93         |
| Russland               | 1992/93         |
| Belarus                | 1996/97         |
| Estland                | 1997/98         |
| Kirgisistan            | 1998/99         |
| Südkorea               | 1998/99         |
| Georgien               | 2001/02         |
| Volksrepublik China    | 2003/04         |
| Griechenland           | 2013/14         |
| Türkei                 | 2017/18         |

## Modus

### Wertungsprinzipien
Die Gesamtwertung der Tournee wird durch Addieren der Ergebnisse der vier Springen ermittelt. Dabei zählt die erzielte Punktzahl für Weite und Haltung, nicht die Platzierung oder die damit verbundenen Weltcup-Punkte.
Die Punktzahl setzt sich zusammen aus:
- Sprungweite: Sprung bis zum K-Punkt der Schanze ergibt 60 Punkte. Jeder weitere Meter ergibt 1,8 Pluspunkte bzw. Minuspunkte bei Landung vor dem K-Punkt.
- Haltung: Von den fünf Wertungsrichtern werden die drei mittleren Haltungspunktzahlen addiert. Die jeweils höchste und niedrigste Haltungspunktzahl wird gestrichen.
- Windfaktor: Je nach Windverhältnissen können den Springern Punkte gutgeschrieben oder abgezogen werden (Rückenwind führt zu Zusatzpunkten und Aufwind zu Punktabzug).
- Gate: Während des laufenden Wettbewerbs kann die Jury den Anlauf verlängern oder verkürzen. Wird der Anlauf verlängert, bekommen die nachfolgenden Springer Punkte abgezogen bzw. umgekehrt. Dies kann der Fall sein, wenn aufgrund starken Aufwinds die Springer zu weit nach unten auf den Aufsprunghügel springen können. Wegen der flachen Neigung der Landungsfläche besteht hierbei erhöhte Sturzgefahr.

Windfaktor und Gate wurden erstmals bei der Vierschanzentournee 2010/11 angewandt. Dieses System schafft objektivere Ergebnisse, wenngleich die äußeren Einflüsse nie vollständig kompensiert werden können.

### K.-o.-System

#### Grundsätze
Eine der Besonderheiten der Vierschanzentournee ist die Austragung im umstrittenen K.-o.-System, während bei den anderen Weltcup-Wettbewerben jeweils die besten 30 Springer des ersten Durchgangs in den zweiten Durchgang kommen. Der K.-o.-Modus wird nur angewandt, wenn die Qualifikation am Vortag des Springens stattfindet. Muss die Qualifikation witterungsbedingt am Tage des Springens ausgetragen werden oder ganz entfallen, wird nach den Regeln normaler Weltcups gesprungen. Dies war zuletzt am 29. Dezember 2020 in Oberstdorf der Fall.

#### Qualifikation
Bei dem erstmals in der Saison 1996/97 eingesetzten Modus werden die für das Springen qualifizierten 50 Springer in 25 Paare eingeteilt, sodass immer zwei Springer gegeneinander springen. Dabei springt der 1. der Qualifikation gegen den 50., der 2. gegen den 49. usw. Deshalb ist die Qualifikation wichtiger als bei anderen Springen, da sie nicht nur über die Teilnahme am ersten Durchgang entscheidet, sondern durch die erreichte Platzierung auch das entsprechende Duell festlegt.
Bis 2017 waren die zehn Besten der Weltcup-Gesamtwertung (bis 2006/07 die 15 Besten) automatisch qualifiziert. Für sie ging es in der Qualifikation folglich nicht um die Teilnahme am Wettkampf, sondern lediglich darum, gegen welchen Gegner sie im K.-o.-System antreten müssen.

#### Wettkampf
Der Sieger jedes der 25 Springerduelle kommt direkt in den zweiten Durchgang. Zusätzlich kommen die fünf punktbesten Verlierer, die sogenannten Lucky Loser (englisch glücklicher Verlierer) weiter, sodass das Teilnehmerfeld für den zweiten Durchgang aus 30 Springern besteht. Im Fall der Punktgleichheit des fünftbesten Verlierers mit weiteren Springern sind auch diese für den zweiten Durchgang qualifiziert, sodass auch mehr als 30 Springer den zweiten Durchgang erreichen können.
Bei diesem Modus ist es zum Beispiel möglich, dass der Zwölfte des ersten Durchgangs ausscheidet (wenn er sein Duell verliert und es fünf bessere „Verlierer“ gibt), der Neunundvierzigste des ersten Durchgangs hingegen weiterkommt (wenn er sein Duell gewinnt). Es kommt deshalb immer wieder vor, dass Springer, die nach dem normalen Modus ausgeschieden wären, sich für den zweiten Durchgang qualifizieren, eigentlich qualifizierte Springer jedoch ausscheiden.
Ändern sich die Wetterbedingungen während eines Wettkampfes stark, kann der K.-o.-Modus jedoch auch zu mehr Gerechtigkeit führen. So erhalten Springer, deren Chancen auf das Erreichen des zweiten Durchgangs durch äußere Einflüsse wie Rücken- oder Seitenwind verringert werden, die Möglichkeit, sich dennoch über ein direktes Duell zu qualifizieren. Ihr Duellgegner wäre dann ein Springer, der bei ähnlichen (da zeitnahen) Bedingungen springen muss. Andersherum müssen wetterbegünstigte Athleten ihr direktes Duell meist auch gegen in ähnlichem Maße wetterbegünstigte Springer bestreiten, sodass sich ihr Vorteil in Grenzen hält.

## Sieger

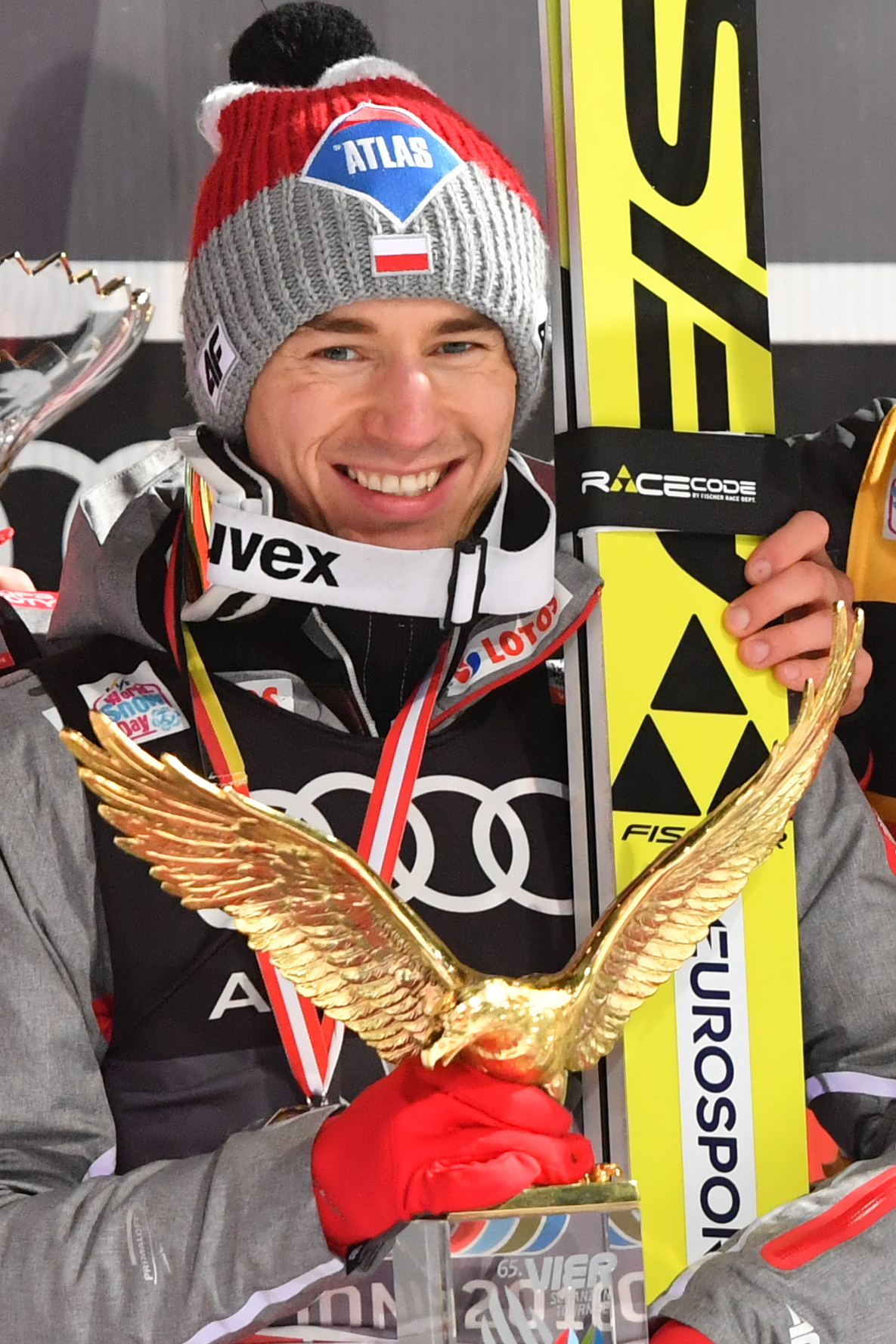
Kamil Stoch mit der Siegertrophäe der Vierschanzentournee

### Gesamtsieger

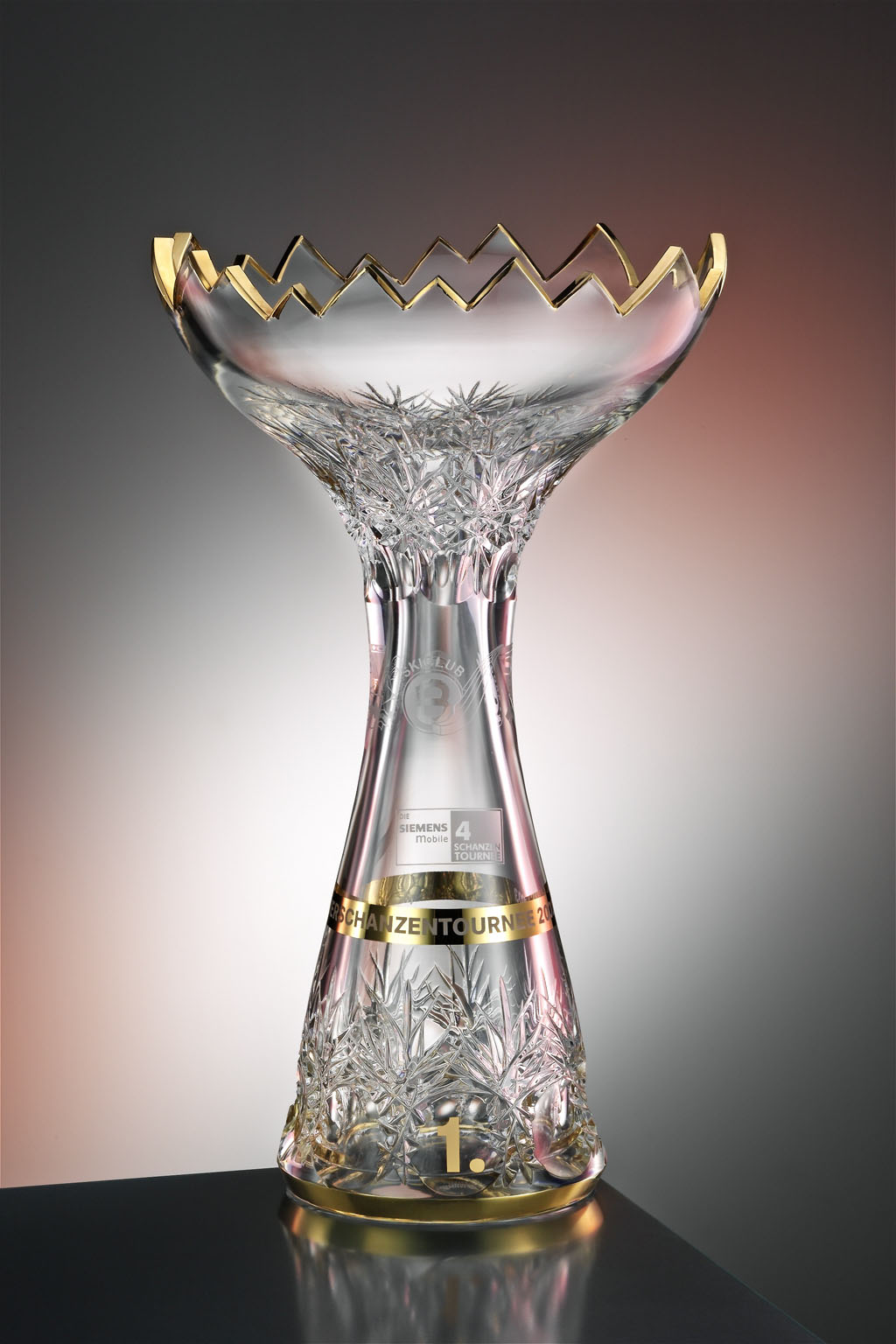
Der frühere Pokal für den Sieger der Vierschanzentournee von Joska Kristall. Seit 2013 erhält der Gesamtsieger einen goldenen Adler auf transparentem Sockel. Obiger Glaspokal ist nun für den 2. und 3. der Gesamtwertung.

Janne Ahonen (Finnland) ist seit der Tournee 2007/08 mit fünf Gesamtsiegen der erfolgreichste Teilnehmer der Vierschanzentournee, vor Jens Weißflog (DDR, Deutschland) mit vier und den vier Springern Helmut Recknagel (DDR), Bjørn Wirkola (Norwegen), Kamil Stoch (Polen) und Ryōyū Kobayashi (Japan) mit jeweils drei Gesamtsiegen. Insgesamt gibt es zwölf Mehrfachsieger, von denen neun einen Vorjahressieg wiederholen konnten. Bjørn Wirkola gelang dies als einzigem zweimal, und das auch hintereinander. Bei Jens Weißflog liegt mit zwölf Jahren die längste Zeit zwischen seinem ersten und letzten Gesamtsieg, bei Janne Ahonen sind es neun und bei Matti Nykänen (Finnland) fünf Jahre. Der jüngste Gesamtsieger bisher ist Toni Nieminen (Finnland), der im Alter von 16 Jahren und 220 Tagen die Tournee gewonnen hat. Primož Peterka (Slowenien) war bei seinem Triumph 17 Jahre und 313 Tage alt. Der älteste Sieger ist Josef Bradl (Österreich) mit 35 Jahren und 3 Tagen, der zugleich auch mit genau 38 Jahren, bei seinem zweiten Platz in der Saison 1955/56, der älteste Springer ist, der jemals auf dem Podest war.
| Gesamtsiege | Name                  | Tourneen                                    |
| ----------- | --------------------- | ------------------------------------------- |
| 5           | Janne Ahonen          | 1998/99, 2002/03, 2004/05, 2005/06, 2007/08 |
| 4           | / Jens Weißflog       | 1983/84, 1984/85, 1990/91, 1995/96          |
| 3           | Helmut Recknagel      | 1957/58, 1958/59, 1960/61                   |
| 3           | Bjørn Wirkola         | 1966/67, 1967/68, 1968/69                   |
| 3           | Kamil Stoch           | 2016/17, 2017/18, 2020/21                   |
| 3           | Ryōyū Kobayashi       | 2018/19, 2021/22, 2023/24                   |
| 2           | Veikko Kankkonen      | 1963/64, 1965/66                            |
| 2           | Jochen Danneberg      | 1975/76, 1976/77                            |
| 2           | Hubert Neuper         | 1979/80, 1980/81                            |
| 2           | Matti Nykänen         | 1982/83, 1987/88                            |
| 2           | Ernst Vettori         | 1985/86, 1986/87                            |
| 2           | Andreas Goldberger    | 1992/93, 1994/95                            |
| 2           | Gregor Schlierenzauer | 2011/12, 2012/13                            |

Bei der 54. Tournee (2005/06) gab es erstmals zwei Tourneesieger. Nach acht Sprüngen hatten Jakub Janda (Tschechien) und Janne Ahonen mit 1081,5 Punkten exakt die gleiche Punktzahl erreicht. Diese Punktzahl stellte damals auch den Rekord an erreichten Punkten eines Springers in der Geschichte der Vierschanzentournee dar, wurde später aber von Ahonen selbst (2008 mit 1085,8 Punkten) und Wolfgang Loitzl (2009 mit 1123,7 Punkten) noch weiter verbessert. Der Punkterekord wurde in den folgenden Jahren mehrmals verbessert und wird seit der 73. Tournee (2024/25) von Daniel Tschofenig mit 1194,4 Punkten gehalten.
Bei 18 Tourneen gab es Gesamtsieger, die auf mindestens drei der vier Schanzen gewinnen konnten. Lediglich Sven Hannawald aus Deutschland bei der 50. Vierschanzentournee 2001/02, Kamil Stoch aus Polen bei der 66. Vierschanzentournee 2017/18 und Ryōyū Kobayashi aus Japan bei der 67. Vierschanzentournee 2018/19 gelang es, alle vier Einzelwettkämpfe einer Tournee zu gewinnen und damit den so genannten Grand Slam im Skispringen zu schaffen:
| Tournee | 1  | 2  | 3  | 4   | Name                  |
| ------- | -- | -- | -- | --- | --------------------- |
| 1953/54 | S  | S  | S  | 3.  | Olaf B. Bjørnstad     |
| 1958/59 | S  | S  | S  | 15. | Helmut Recknagel      |
| 1959/60 | S  | S  | S  | 5.  | Max Bolkart           |
| 1962/63 | S  | S  | S  | 4.  | Toralf Engan          |
| 1966/67 | 3. | S  | S  | S   | Bjørn Wirkola         |
| 1968/69 | S  | S  | S  | 2.  | Bjørn Wirkola         |
| 1983/84 | 2. | S  | S  | S   | Jens Weißflog         |
| 1987/88 | 2. | S  | S  | S   | Matti Nykänen         |
| 1991/92 | S  | 2. | S  | S   | Toni Nieminen         |
| 1997/98 | S  | S  | S  | 8.  | Kazuyoshi Funaki      |
| 1999/00 | 3. | S  | S  | S   | Andreas Widhölzl      |
| 2001/02 | S  | S  | S  | S   | Sven Hannawald        |
| 2003/04 | S  | S  | 4. | S   | Sigurd Pettersen      |
| 2004/05 | S  | S  | S  | 2.  | Janne Ahonen          |
| 2008/09 | 2. | S  | S  | S   | Wolfgang Loitzl       |
| 2015/16 | 3. | S  | S  | S   | Peter Prevc           |
| 2017/18 | S  | S  | S  | S   | Kamil Stoch           |
| 2018/19 | S  | S  | S  | S   | Ryōyū Kobayashi       |
| 2021/22 | S  | S  | S  | 5.  | Ryōyū Kobayashi       |
| 2022/23 | S  | S  | 2. | S   | Halvor Egner Granerud |

Neun Mal gab es einen Gesamtsieger, der auf keiner der Schanzen Tagessieger wurde:
| Tournee | 1   | 2   | 3  | 4   | Name                           |
| ------- | --- | --- | -- | --- | ------------------------------ |
| 1954/55 | 2.  | 3.  | 2. | 2.  | Hemmo Silvennoinen             |
| 1955/56 | 7.  | 4.  | 6. | 4.  | Nikolai Andrejewitsch Kamenski |
| 1969/70 | 2.  | 10. | 2. | 4.  | Horst Queck                    |
| 1970/71 | 5.  | 2.  | 2. | 2.  | Jiří Raška                     |
| 1971/72 | 22. | 3.  | 2. | 4.  | Ingolf Mork                    |
| 1986/87 | 7.  | 7.  | 3. | 2.  | Ernst Vettori                  |
| 1988/89 | 2.  | 3.  | 7. | 10. | Risto Laakkonen                |
| 1998/99 | 5.  | 2.  | 2. | 2.  | Janne Ahonen                   |
| 2023/24 | 2.  | 2.  | 2. | 2.  | Ryōyū Kobayashi                |

### Einzelsieger
Sven Hannawald, Ryōyū Kobayashi und Kamil Stoch (  gelb hinterlegt) sind die Einzigen, denen es gelang, alle Springen innerhalb einer Tournee zu gewinnen. Acht weiteren Springern (  orange hinterlegt) ist es zwar ebenfalls gelungen, auf allen vier Schanzen mindestens einmal zu gewinnen, jedoch benötigten sie dafür mindestens zwei Tourneen. Acht Springern gelang es, die ersten drei Springen einer Tournee für sich zu entscheiden, scheiterten jedoch im letzten Springen (Siehe Tabelle 1 und 2). Ahonen und Schlierenzauer sind die einzigen Springer, die auf jeder Schanze zweimal gewinnen konnten.
Mit dem auf seinen Gesamtsieg 2001/02 folgenden Springen in Oberstdorf im Dezember 2002 hat Hannawald 2002 als erster Springer auch alle vier Springen innerhalb eines Kalenderjahres gewinnen können. Kobayashi erreichte das im Kalenderjahr 2019 ebenfalls. Helmut Recknagel (Innsbruck 1958, Bischofshofen 1958, Oberstdorf 1958, Garmisch-Partenkirchen 1959 und Innsbruck 1959) und Stoch (Bischofshofen 2017, Oberstdorf 2017, Garmisch-Partenkirchen 2018, Innsbruck 2018 und Bischofshofen 2018) gelangen ebenfalls fünf Siege in Folge.
Aufgeführt sind nachfolgend alle Springer mit mindestens drei Einzelsiegen (aktive Springer sind fett gedruckt):
| Name                  | Land             | Anzahl Siege | Anzahl Schanzen | Oberst- dorf | Garmisch- Partenkirchen | Inns- bruck | Bischofs- hofen | Gesamt- siege |
| --------------------- | ---------------- | ------------ | --------------- | ------------ | ----------------------- | ----------- | --------------- | ------------- |
| Jens Weißflog         | DDR/ Deutschland | 10           | 4               | 2            | 4                       | 1           | 3               | 4             |
| Bjørn Wirkola         | Norwegen         | 10           | 4               | 1            | 3                       | 3           | 3               | 3             |
| Janne Ahonen          | Finnland         | 9            | 4               | 2            | 2                       | 2           | 3               | 5             |
| Gregor Schlierenzauer | Österreich       | 9            | 4               | 2            | 3                       | 2           | 2               | 2             |
| Ryōyū Kobayashi       | Japan            | 8            | 4               | 3            | 2                       | 1           | 2               | 3             |
| Matti Nykänen         | Finnland         | 7            | 4               | 1            | 2                       | 3           | 1               | 2             |
| Kamil Stoch           | Polen            | 7            | 4               | 1            | 1                       | 2           | 3               | 3             |
| Sven Hannawald        | Deutschland      | 6            | 4               | 2            | 1                       | 1           | 2               | 1             |
| Helmut Recknagel      | DDR              | 6            | 4               | 1            | 1                       | 2           | 2               | 3             |
| Kazuyoshi Funaki      | Japan            | 5            | 3               | 1            | 1                       | 3           | –               | 1             |
| Andreas Goldberger    | Österreich       | 5            | 2               | –            | –                       | 3           | 2               | 2             |
| Stefan Kraft          | Österreich       | 5            | 3               | 3            | –                       | 1           | 1               | 1             |
| Thomas Morgenstern    | Österreich       | 5            | 3               | 2            | –                       | 1           | 2               | 1             |
| Jochen Danneberg      | DDR              | 4            | 3               | 1            | 2                       | 1           | –               | 2             |
| Toni Innauer          | Österreich       | 4            | 3               | 2            | 1                       | –           | 1               | –             |
| Anders Jacobsen       | Norwegen         | 4            | 3               | 1            | 2                       | 1           | –               | 1             |
| Veikko Kankkonen      | Finnland         | 4            | 4               | 1            | 1                       | 1           | 1               | 2             |
| Hubert Neuper         | Österreich       | 4            | 4               | 1            | 1                       | 1           | 1               | 2             |
| Jiří Raška            | Tschechoslowakei | 4            | 2               | –            | 1                       | –           | 3               | 2             |
| Martin Schmitt        | Deutschland      | 4            | 2               | 3            | 1                       | –           | –               | –             |
| Dieter Thoma          | Deutschland      | 4            | 2               | 3            | –                       | –           | 1               | 1             |
| Andreas Widhölzl      | Österreich       | 4            | 3               | –            | 1                       | 1           | 2               | 1             |
| Simon Ammann          | Schweiz          | 3            | 2               | 2            | 1                       | –           | –               | –             |
| Olaf B. Bjørnstad     | Norwegen         | 3            | 3               | 1            | 1                       | 1           | –               | 1             |
| Max Bolkart           | Deutschland      | 3            | 3               | 1            | 1                       | 1           | –               | 1             |
| Willi Egger           | Österreich       | 3            | 3               | –            | 1                       | 1           | 1               | –             |
| Toralf Engan          | Norwegen         | 3            | 3               | 1            | 1                       | 1           | –               | 1             |
| Andreas Felder        | Österreich       | 3            | 2               | –            | 2                       | –           | 1               | –             |
| Halvor Egner Granerud | Norwegen         | 3            | 3               | 1            | 1                       | –           | 1               | 1             |
| Noriaki Kasai         | Japan            | 3            | 2               | –            | 2                       | 1           | –               | –             |
| Yukio Kasaya          | Japan            | 3            | 3               | 1            | 1                       | 1           | –               | –             |
| Eino Kirjonen         | Finnland         | 3            | 2               | 2            | –                       | –           | 1               | 1             |
| Dawid Kubacki         | Polen            | 3            | 3               | –            | 1                       | 1           | 1               | 1             |
| Wolfgang Loitzl       | Österreich       | 3            | 3               | –            | 1                       | 1           | 1               | 1             |
| Ingolf Mork           | Norwegen         | 3            | 3               | 1            | 1                       | –           | 1               | 1             |
| Dieter Neuendorf      | DDR              | 3            | 2               | 2            | –                       | 1           | –               | –             |
| Toni Nieminen         | Finnland         | 3            | 3               | 1            | –                       | 1           | 1               | 1             |
| Sigurd Pettersen      | Norwegen         | 3            | 3               | 1            | 1                       | –           | 1               | 1             |
| Peter Prevc           | Slowenien        | 3            | 3               | –            | 1                       | 1           | 1               | 1             |
| Karl Schnabl          | Österreich       | 3            | 3               | –            | 1                       | 1           | 1               | –             |

Vier dieser Springer gewannen innerhalb einer Tournee auf drei der vier Schanzen, ohne sich jedoch den Gesamtsieg sichern zu können: Yukio Kasaya musste vor dem letzten Springen auf Weisung der Teamführung – wie auch das gesamte japanische Aufgebot – nach Japan zurückkehren, um sich auf die Olympischen Winterspiele 1972 im eigenen Land vorzubereiten, bei denen er dann die Goldmedaille auf der Normalschanze gewinnen konnte. Die übrigen drei Athleten belegten beim jeweils nicht gewonnenen Springen zu schlechte Platzierungen:
| Tournee | 1   | 2 | 3   | 4 | Name         |
| ------- | --- | - | --- | - | ------------ |
| 1970/71 | S   | S | 16. | S | Ingolf Mork  |
| 1971/72 | S   | S | S   | – | Yukio Kasaya |
| 1974/75 | 35. | S | S   | S | Karl Schnabl |
| 1975/76 | S   | S | 24. | S | Toni Innauer |

Bei 19 Tourneen gab es vier unterschiedliche Tagessieger, zuletzt 2014/15.

### Erfolgreichste Nationen
Aus folgenden Nationen kamen die bisherigen Sieger der Vierschanzentournee:
| Platz | Nation           | Siege | Springer |
| ----- | ---------------- | ----- | --- |
| 01    | Österreich       | 17    | Andreas Goldberger, Hubert Neuper, Gregor Schlierenzauer, Ernst Vettori (je 2×) Sepp Bradl, Thomas Diethart, Andreas Kofler, Stefan Kraft, Wolfgang Loitzl, Thomas Morgenstern, Willi Pürstl, Daniel Tschofenig, Andreas Widhölzl (je 1×) |
| 02    | Finnland         | 16    | Janne Ahonen (5×) Veikko Kankkonen, Matti Nykänen (je 2×) Eino Kirjonen, Pentti Kokkonen, Risto Laakkonen, Toni Nieminen, Hemmo Silvennoinen, Pentti Uotinen, Kari Ylianttila (je 1×)                                                     |
| 03    | DDR              | 11    | Helmut Recknagel (3×) Jens Weißflog, Jochen Danneberg (je 2×) Hans-Georg Aschenbach, Manfred Deckert, Horst Queck, Rainer Schmidt (je 1×)                                                                                                 |
| 03    | Norwegen         | 11    | Bjørn Wirkola (3×) Olaf B. Bjørnstad, Torgeir Brandtzæg, Espen Bredesen, Toralf Engan, Anders Jacobsen, Ingolf Mork, Sigurd Pettersen, Halvor Egner Granerud (je 1×)                                                                      |
| 05    | Deutschland      | 05    | Jens Weißflog (2×) Max Bolkart, Dieter Thoma, Sven Hannawald (je 1×) |
| 05    | Polen            | 05    | Kamil Stoch (3×) Adam Małysz, Dawid Kubacki (je 1×) |
| 07    | Japan            | 04    | Ryōyū Kobayashi (3×) Kazuyoshi Funaki |
| 08    | Slowenien        | 02    | Primož Peterka, Peter Prevc |
| 09    | Tschechien       | 01    | Jakub Janda |
| 09    | Tschechoslowakei | 01    | Jiří Raška |
| 09    | Sowjetunion      | 01    | Nikolai Kamenski |

Alle vier Tagessieger

Sechs Nationen gelang es bisher die vier Tagessieger einer Tournee zu stellen: Viermal war dies Österreich (1974/75, 2009/10, 2011/12 und 2024/25), je einmal der DDR 1983/84 und Norwegen 1962/63, sowie – jeweils mit einem Grand Slam – Deutschland mit Sven Hannawald 2001/02, Polen mit Kamil Stoch 2017/18 und Japan mit Ryōyū Kobayashi 2018/19 gelungen.
Alle drei Podestplätze

Österreich schaffte es bisher als einzige Nation alle drei Podestplätze in der Gesamtwertung einer Tournee zu belegen. Dies gelang in den Saisonen 1974/75, 2011/12 und 2024/25, gesamt also dreimal.

## Fernsehübertragungen

### Geschichte und aktuelle Situation
Die Fernsehübertragungen trugen wesentlich zur schnellen Popularisierung der Vierschanzentournee bei. Bereits im Jahre 1956 übertrug der Bayerische Rundfunk in der ARD das Neujahrsspringen, ab 1960 wurden auch die anderen Stationen der Tournee im Fernsehen übertragen. Zur Tournee 1974/75 zeigte der ORF den Auftakt von 29. Dezember aus Oberstdorf nur als Zusammenfassung ab 17 Uhr, was mit den in den letzten Jahren schwächer gewordenen Leistungen der ÖSV-Springer begründet wurde (dadurch konnte ein großer Teil der Fernsehzuschauer, bis auf jene in den Regionen zur Grenze nach Deutschland, den Überraschungssieg von Willi Pürstl nicht live erleben).
Mit der Qualifikation zum Neujahrsskispringen 2000 am 31. Dezember 1999 endete die Zusammenarbeit mit den öffentlich-rechtlichen Fernsehanstalten in Deutschland. Danach war der Privatsender RTL der übertragende Sender in Deutschland. Kurz vor Saisonbeginn 2007/08 zog sich RTL von allen Wintersportveranstaltungen zurück, woraufhin Das Erste und das ZDF die Übertragungsrechte für Deutschland erhielten. In Österreich wird die Tournee seit jeher vom ORF übertragen.
Bis zu 25 Fernsehstationen übertragen heute die Tournee.

### Kommerzialisierung
In den vergangenen 20 Jahren stellte sich eine immer stärker werdende Kommerzialisierung der Vierschanzentournee ein, die teilweise auch einschneidende Regel- und Ablaufänderungen mit sich brachte. 1996/97 beispielsweise wurde der bisher gesprungene Modus durch das oft kritisierte K.-o.-System ersetzt.
Der Erwerb der Fernsehrechte durch RTL brachte weitere gravierende Veränderungen mit sich: Ab der Tournee 2004/05 wurden die Springen in Oberstdorf und Bischofshofen als Flutlichtspringen veranstaltet, da sich der Sender durch die Ausstrahlung im Abendprogramm höhere Einschaltquoten versprach. Das traditionell am 6. Januar stattfindende abschließende „Dreikönigsspringen“ in Bischofshofen wurde auf Wunsch des Senders im Jahr 2007 sogar einmalig auf den 7. Januar verlegt, um so sowohl die Qualifikation als auch das Springen am Wochenende übertragen zu können.
Insbesondere in den Jahren der Übertragung durch RTL wurde auch während der Durchgänge Werbung ausgestrahlt. Dies geschah einerseits durch sogenannte Split-Screen-Werbung, bei der das Springen weiterlief und einzelne, eher schwächere Springer während der Ausstrahlung der Werbespots lediglich in einem kleinen Fenster am Bildrand gezeigt wurden. Der Ablauf der Springen wurde andererseits nach den ersten 25 Springern im ersten Durchgang sowie nach jeweils zehn Springern im zweiten Durchgang für Werbeblocks unterbrochen. Obwohl zunächst betont wurde, dass kein Springer aufgrund von Werbeunterbrechungen mit seinem Sprung warten müsse, wurden diese nicht witterungsbedingten Unterbrechungen erst in diesem Zeitraum eingeführt. Allerdings wurden sie auch nach dem Auslaufen des Vertrages mit dem Privatsender beibehalten und unter anderem auch von ORF und ZDF für Werbespots genutzt.
Bis zur Saison 2016/17 durften die zehn Bestplatzierten (bis 2006/07 die 15 Bestplatzierten) des Weltcups die Qualifikation auslassen und sprangen dann im direkten Duell gegen die Qualifikationsbesten (bestplatzierter Springer im Weltcup, der die Qualifikation ausgelassen hat, gegen Qualifikationsbesten usw.). Seit der Saison 2017/18 ist die Teilnahme an der Qualifikation für alle Springer verpflichtend. Die Änderung soll die Qualifikation aufwerten und mehr Zuschauerinteresse generieren. Darüber wurde bereits nach der Vierschanzentournee 2001/02 nachgedacht, bei der Sven Hannawald, als bereits qualifizierter Springer, alle vier Qualifikationen ausließ und diese nicht die erhofften Zuschauerzahlen brachten.